# 吉隆野决明
吉隆野决明（学名：Thermopsis gyirongensis），为豆科野决明属下的一个种。

## 扩展阅读
維基物種上的相關：吉隆野决明